# Internationale Akademie für Produktionstechnik
Die Internationale Akademie für Produktionstechnik (engl.: The International Academy for Production Engineering, franz.: College International pour la Recherche en Productique (CIRP)) ist ein seit 1950 bestehender internationaler Zusammenschluss von Wissenschaftlern aus dem Fachgebiet der Produktionstechnik. Der Sitz der Akademie ist in Paris. Die begrenzt gehaltene Anzahl der Mitglieder beträgt etwa 550 Personen aus 41 Ländern.

## Ziele
Zielsetzung ist, die technologische Weiterentwicklung der Produktionstechnik durch Förderung internationaler Forschung voranzutreiben. Weitere Ziele sind ein Austausch von Forschungsergebnissen durch Diskussion und der Veröffentlichung dieser.

## Publikationen
Von der CIRP werden regelmäßig Annalen (CIRP Annals) als Zeitschrift veröffentlicht. Des Weiteren werden in Buchform Konferenz- und Workshopberichte publiziert.